# SSC Napoli
Az SSC Napoli, teljes nevén Società Sportiva Calcio Napoli nápolyi székhelyű olasz labdarúgóklub. A klubot 1926-ban alapították, az első osztályban szerepel.
Hazai mérkőzéseit a több mint 60 ezer néző befogadására alkalmas Diego Armando Maradona Stadionban játssza. A létesítményt 2020-ban nevezték át a korábbi játékosuk tiszteletére. A stadion 1959-ben épült, és az 1990-es labdarúgó-világbajnokságra felújították. Előtte három stadionban, időrendi sorrendben a Militare dell'Arenacciában, a Partenopeóban és az Arturo Collanában játszott a csapat.
A bajnoki címet eddig három alkalommal sikerült megszereznie, emellett többszörös kupagyőztes, valamint egyszer az UEFA-kupát is megnyerte. Ezzel, valamint hetvennyolc első osztályú szezonjával Közép- és Dél-Olaszország egyik legsikeresebb csapata.
Egy felmérés szerint 2008-ban Olaszország negyedik legnépszerűbb csapata volt a Juventus, az Internazionale és a Milan mögött. A mérkőzések látogatottsága alapján a Napoli Olaszország ötödik legnagyobb szurkolói bázisával rendelkezik.
A klub 1964. június 25. óta részvénytársaság (olasz megnevezése società per azioni). A részvények 99,8 százalékának tulajdonosa a Filmauro nevű vállalat, amelyet Luigi De Laurentiis, a ma klubtulajdonos Aurelio édesapja alapított. A maradék 0,2 százalék személyesen De Laurentiis kezében van.

## Története

### A kezdetek
A nápolyi labdarúgás története egészen 1904-ig nyúlik vissza. Ekkor alapította a Cunard Line nápolyi gyárának munkatársa, az angol William Poths és néhány munkatársa (Emilio Anatra, Ernesto Bruschini) a Naples Foot-Ball & Cricket Clubot, a mai klub jogelődjét. Amedeo Salsi elnöksége idején az egyesület már két év után új nevet vett fel, ekkortól Naples Foot-Ball Clubnak hívták. A csapat színei a kék és a világoskék voltak, csíkos formában, első mérkőzését pedig az Arabik hajó legénysége ellen játszotta, amely korábban a korszak legsikeresebb csapatát, a Genoát is legyőzte. A Naples végül 3:2-es győzelmet aratott. A klub egészen 1912-ig nem vehetett részt a nemzeti bajnokságban, ugyanis erre csak az északi klubok voltak jogosultak. Ebben az évben fogadta el a szövetség a közép- és dél-olasz csapatok nevezését. Ekkor a bajnokság mezőnye még elég képlékeny volt, számos csapat szűnt meg, illetve fuzionált egy másikkal. Ekkor a városban is több kisebb-nagyobb csapat létezett, ezek közül azonban egyik sem jutott túl egy alkalommal sem a déli selejtezőkön.
Később egy zsidó gyártulajdonosnak, Giorgio Ascarellinek az volt a szándéka, hogy egyesíti a város csapatait, hogy egy versenyképesebbet hozzon létre. 1926. augusztus elsején létrehozta az AC Napolit (Associazione Calcio Napoli), amelynek ő lett az első elnöke is. A klub történetének első két szezonja egyaránt kieséssel végződött volna, ám a szövetség mindkétszer megmentette a csapatot. A maihoz hasonlító lebonyolítási rendszerű új bajnokság, a Serie A első szezonjában is részt vett 1929-ben. Az edző a „mister”, vagyis William Garbutt volt, aki korábban már két bajnoki címet szerzett a Genoával. Olyan labdarúgóknak köszönhetően, mint Antonio Vojak vagy Attila Sallustro, a Napoli 1993-ban és 1934-ben egyaránt harmadik lett, ezzel pedig kvalifikálta magát a korszak legrangosabb nemzetközi kupasorozatába, a Mitropa-kupába. A csapat teljesítménye a ’30-as évek második felére egyre inkább visszaesett, és az 1941–42-es szezont követően története során először csak a másodosztályban játszhatott.
A második világháború után a klub az első osztály déli csoportjában indult, amelyet meg is nyert. Két évvel később, bundázás miatt ismét kiesett, miután a CAF kizárta. Időközben a vezetőedző Eraldo Monzeglio lett, aki visszavezette a Napolit az első osztályba. A korszak legismertebb játékosai Bruno Pesaola, Hasse Jeppson és Luís Vinício voltak. Az ’50-es évek legjobb eredménye két negyedik hely volt (1953, 1958). 1959-ben költözött a klub a ma is használt San Paolo Stadionba.

### A Ferlaino-éra, az „aranykor”
Miután a csapat 1961-ben ismét kiesett a másodosztályba, Bruno Pesaolát, a klub korábbi játékosát nevezték ki vezetőedzőnek. Vele a Napoli 1962-ben első komolyabb sikerét könyvelhette el, ekkor kupagyőztes lett. Másodosztályúként erre csak egy klub, a Vado volt képes még 1922-ben. Ezzel a Napoli a következő idényre jogot szerzett a KEK-ben való indulásra, ahol végül a negyeddöntőig jutott. Az egyesület 1964-ben felvette a ma is használt Società Sportiva Napoli nevet, egyúttal részvénytársasággá alakult. Az elnök Roberto Fiore lett. A korszak legismertebb játékosai a később fellépési rekorderré váló Antonio Juliano, a néhány év után a Juventushoz igazoló Dino Zoff, Omar Sivori és José Altafini voltak. A Pesaola-féle csapat legjobb eredménye egy második hely volt 1968-ban. Időközben a Lauro család hatalma fokozatosan csökkent a csapatnál (az akkori elnök Achille Lauro volt, de fia, Gioacchino is fontos pozíciókat töltött be), így az új elnök 1969-ben Corrado Ferlaino lett, akihez a klub történetének legeredményesebb időszaka kötődik. Köszönhetően olyan labdarúgók leigazolásának, mint Sergio Clerici, Giuseppe Bruscolotti és Tarcisio Burgnich, a csapat 1975-ig két harmadik és egy második helyet is elért. Ez nagyrészt az Ajax által világhírűvé váló, a Napolinál Luís Vinício által meghonosított totális futballnak volt köszönhető. 1976-ban ismét sikerült megnyerni a Coppa Italiát, ezúttal a Hellas Verona ellen. Az 1970-es évek második felétől az eredmények fokozatosan romlani kezdtek, 1980-ban a Napoli például már csak tizenegyedikként zárt.
Bár, többek között Ruud Krolnak köszönhetően, a csapat már 1981-ben harmadik lett, az igazi változások 1984-ben kezdődtek. Ekkor Ferlaino leigazolta a Barcelonától Diego Maradonát, az akkori labdarúgás egyik legnagyobb sztárját. Átigazolásának díja tizenötmilliárd líra volt.
Ottavio Bianchi vezetésével, valamint Maradonán kívül olyan játékosok közreműködésével, mint Bruno Giordano, Salvatore Bagni, Claudio Garella vagy Alessandro Renica 1987-ben a Napoli fennállása során először bajnoki címet ünnepelhetett, első déli klubként. Ekkor sikerült először huzamosabb ideig megragadnia az élmezőnyben, ugyanis a ’80-as évek második felében olyan játékosok érkeztek, mint Careca, vagy a szintén brazil Alemão. 1988 és 1989 egyaránt ezüstéremmel zárult, utóbbi idényben azonban a Napoli az akkor harmadik számú nemzetközi kupasorozatban, az UEFA-kupában is felért a csúcsra, a döntőben a német VfB Stuttgartot legyőzve. 1990-ben Alberto Bigon edzősége idején a klub megszerezte második scudettóját, valamint övé lett a szuperkupa is, utóbbiban a Juventus volt az ellenfél. A végeredmény fölényes, 5–1-es győzelem lett. Az „aranykor” 1991-ben fejeződött be, amikor Maradona személyes problémák miatt távozott, nemcsak a Napolitól, hanem Olaszországból is.

### Megszűnés, majd újjászületés
A kulcsjátékosok távozása után a klub egyre szerényebb eredményeket tudott csak felmutatni, 1992-ben negyedik, két évvel később hatodik helyen zárta az aktuális évadot, előbbit Claudio Ranieri, utóbbit Marcello Lippi irányításával. Az egyre súlyosbodó anyagi problémák miatt további játékosok voltak kénytelenek távozni, úgy mint Ciro Ferrara, Gianfranco Zola, Daniel Fonseca és Fabio Cannavaro. Ekkor még a csapatot két évig irányító Vujadin Boškov irányításával sikerült egy hetedik és egy tizedik helyet, valamint 1997-ben egy kupadöntőt elérni, 1998-ban azonban a Napoli már csak az utolsó helyet tudta megszerezni, így harminchárom év folyamatos első osztályú tagság után ismét kiesett. A feljutás 2000-ben sikerült ismét, azonban az újbóli első osztályú tagság ezúttal mindössze egy évig tartott.
Az egyre komolyabb problémák 2004-ben végül csődhöz vezettek. A következő hetekben a filmrendező Aurelio De Laurentiis vette meg a klubot, és Napoli Soccer néven a harmadosztályba adta be nevezését. A második szezonban, 2006-ban Edoardo Reja irányításával sikerült kivívni a feljutást a másodosztályba. Ezután az egyesület visszaszerezte az eredeti név használatának a jogát, majd 2007-ben, mindössze egy év után rögtön sikerült kivívni az újabb feljutást, ezúttal már a Serie A-ba. A vezetőedző rövid ideig Roberto Donadoni volt, utódja pedig Walter Mazzarri lett, akinek vezetésével 16 év után visszatérhetett a nemzetközi porondra, az Európa-ligába (ha a jogelőd UEFA-kupát is ide számítjuk). A 2010–11-es szezon befejezésével pedig 22 év után játszhatott ismét a legnagyobb presztízsű nemzetközi kupasorozat, a Bajnokok Ligája valamely szakaszában. A 2022–23-as idény alatt 33 év után először lettek bajnokok, begyűjtve ezzel harmadik bajnoki címüket.

### Az újabb aranykor
A 2011–12-es szezonban az 5. helyen végeztek a bajnokságban, ám az Olasz kupában – a döntőben 2–1-re a Juventust legyőzve – diadalmaskodtak, 25 év után az első klubtrófeát elhódítva. A gólokat Edinson Cavani és Marek Hamšík lőtték. Az Bajnokok Ligája csoportköréből továbbjutottak, a következő körben azonban a későbbi győztes Chelsea túl nagy falat volt. A 2012–13-as szezonban a bajnokság 2. helyén végeztek, ami a legjobb szereplésük volt az 1989–1990-es bajnoki cím óta. Cavani 29 góllal a bajnokság gólkirálya lett, majd a Paris Saint-Germainhez igazolt 57 millió euróért, ami új rekordot jelentett ezen a téren.
Mazzari 2013 nyarán az Internazionale edzője lett, helyére a spanyol Rafael Benítez érkezett, valamint olyan játékosok mint Raúl Albiol, Gonzalo Higuaín, José María Callejón a Real Madridtól, vagy mint Pepe Reina és Dries Mertens. A bajnokságban 3. helyen végeztek, azonban az Olasz kupát ismét sikerült elhódítani, ezúttal a Fiorentina ellen (3–1), valamint az Olasz szuperkupát is a bajnok Juventust legyőzve. A 2014–2015-ös szezonban már Maurizio Sarri irányította az együttest, miután Benitez a Real Madridhoz szerződött. Miután 2015 decemberében 2–1-re legyőzték otthon az Internazionale csapatát, 25 év után először vezették a bajnokságot. A szezont végül a 2. helyen zárták, és Gonzalo Higuaín lett a gólkirály 36 góllal, amivel megdöntötte Gunnar Nordahl erre vonatkozó rekordját. A 2017–2018-as idényben ismét a bajnoki címért küzdött a csapat, és 91 pontos klubrekordot ért el, azonban ez sem volt elég a bajnoki címhez, mivel a hajrában a Juventus megelőzte őket. 2017. december 23-án Marek Hamšík megelőzte Diego Maradonát a góllövőlistán, így ő lett minden idők legeredményesebb Napoli játékosa. A szezon végén Sarri elhagyta a csapatot, utódja 2018 májusában Carlo Ancelotti lett. Az olasz edző újabb második helyezéshez segítette a csapatot, azonban 2019. december 10-én kirúgták, miután a 2019–2020-as szezon felénél csak a 7. helyet foglalták el.
Ezt követően Gennaro Gattuso lett a vezetőedző. 2020. június 14-én Dries Mertens lett minden idők legeredményesebb Napoli játékosa, miután egy Internazionale elleni mérkőzésen megszerezte 122. találatát az együttesben. Ezt követően a Napoli megnyerte az Olasz kupa 2019–2020-as kiírását, miután a döntőben tizenegyesekkel verte a Juventust. Maradona 2020. november 25-én elhunyt, emiatt 2020 decemberében korábbi játékosuk tiszteletére átnevezték stadionjukat. A 2021–2022-es szezonban Luciano Spalletti váltotta Gattusót a kispadon, majd rögtön Bajnokok Ligáját érő helyezésre vezette az együttest. A 2022–2023-as idényben 33 év után először lettek bajnokok, begyűjtve ezzel harmadik bajnoki címüket. Ugyanebben a szezonban történetük legjobb szereplését produkálták az európai kupaporondon, miután a Bajnokok Ligájában a negyeddöntőig jutottak.

## Ismertebb játékosai

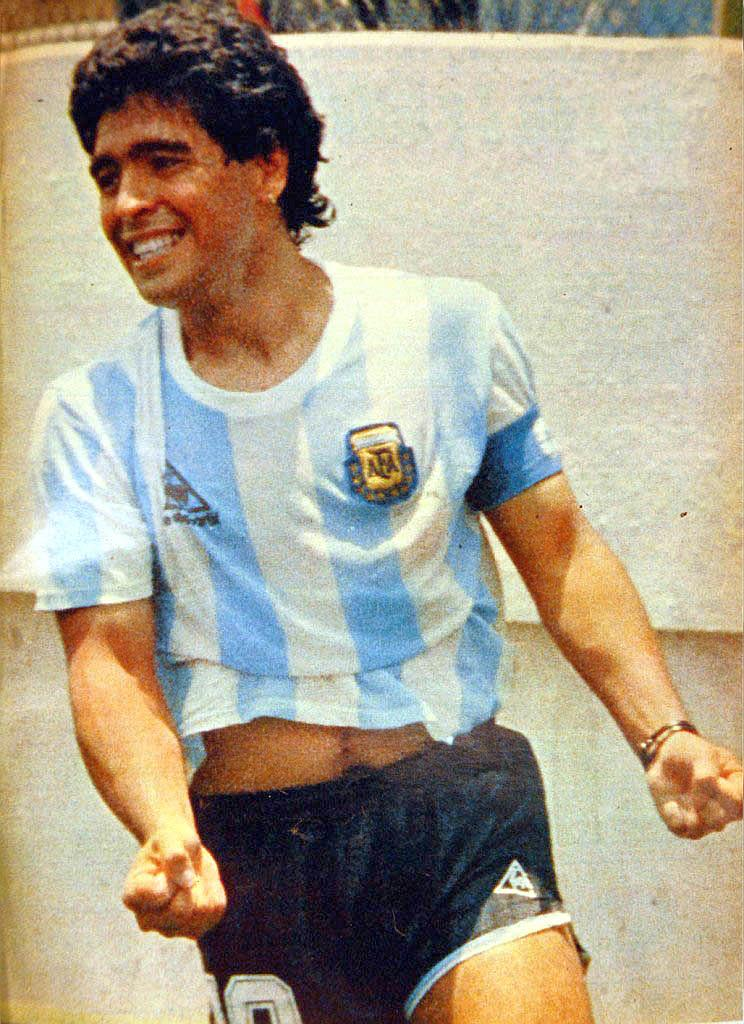
Diego Maradona, a klub történetének egyik legismertebb játékosa

A csapat első igazán nagy sztárja a Paraguay fővárosában, Asunciónban született, de később már olasz állampolgár Attila Sallustro volt az 1920-as, 1930-as években. Még egy jogelőd, az FBC Internaples csapatában kezdte pályafutását, majd 1926-tól egészen 1937-ig szerepelt. Összesen 267 mérkőzésen lépett pályára a Napoli színeiben, ezeken szerzett 107 gólja máig rekord. Ő és Marcello Mihalich (ritkábban Mihalic) volt az első Napoli-játékos, aki szerepelhetett az olasz válogatottban, 1929. december 1-jén, Portugália ellen. Jó teljesítményének köszönhetően egy akkor ritkaságnak számító Fiat 508-ast kapott, ami akkor kilencezer lírát ért. Napolis karrierje vége felé már egyre rosszabb teljesítményt nyújtott „nagyvilági” életstílusa miatt, így végül a Napoli eladta őt a Salernitanának. Egy időben felvetődött az is, hogy a klub stadionját róla nevezzék el (hasonló történt Milánóban, ott Giuseppe Meazza volt a stadion névadója), ám ezt pályafutása utolsó, jóval gyengébb évei miatt végül elvetették.
Sallustro mellett az 1930-as évek legismertebb játékosa Antonio Vojak volt. A Juventustól Nápolyban szerződő, Pólában született labdarúgó a fasiszta rendszer alatt a nyelvtörvények miatt arra kényszerült, hogy vezetéknevét Voglianira változtassa. 103 találatával Vojak a klub történetének legeredményesebb játékosa, ha csak a Serie A-t vesszük figyelembe. Az ekkor William Garbutt irányítása alatt álló csapat harmadik pillére Enrico Colombari volt, akit a csapat akkoriban tekintélyes összegért, 250 ezer líráért szerzett meg az akkor fénykorát élő Torinótól. Karrierjét hét év alatt 213 mérkőzéssel zárta.
A második világháború utáni éra legismertebb játékosa Amedeo Amadei, a Roma és az Internazionale korábbi játékosa volt. A Napoli volt pályafutása utolsó csapata, ezt az időszakot 171 mérkőzésen 47 góllal zárta. Később a klubvezetésben vállalt munkát. A válogatottban szerzett négy gólja a legtöbb, amit Napoli-játékos valaha elért.
Ugyancsak az 50-es években szerepelt a Napoliban az egyik legismertebb svéd játékos, Hasse Jeppson is, akit a csapat 1952-ben 105 millió líráért szerződtetett az Atalantától. így aztán, magas átigazolási díja miatt az „o Banco 'e Napule” becenevet kapta Colombaritól. Mindössze négy szezont töltött Nápolyban, ám ezalatt az időszak alatt is sikerült ötvenkét gólt szereznie, majd a Torinóhoz szerződött. 1955-ben, eredetileg Jeppson mellé, majd, mint később kiderült, inkább az ő pótlására érkezett a brazil Luís Vinício a Botafogotól. Hat szezon után, miután mindössze 28 évesen már egyre kevesebb játéklehetőséget kapott, a Bolognához igazolt. Néhány évvel később Vinício, már a Vicenza játékosaként gólkirályi címet szerzett.

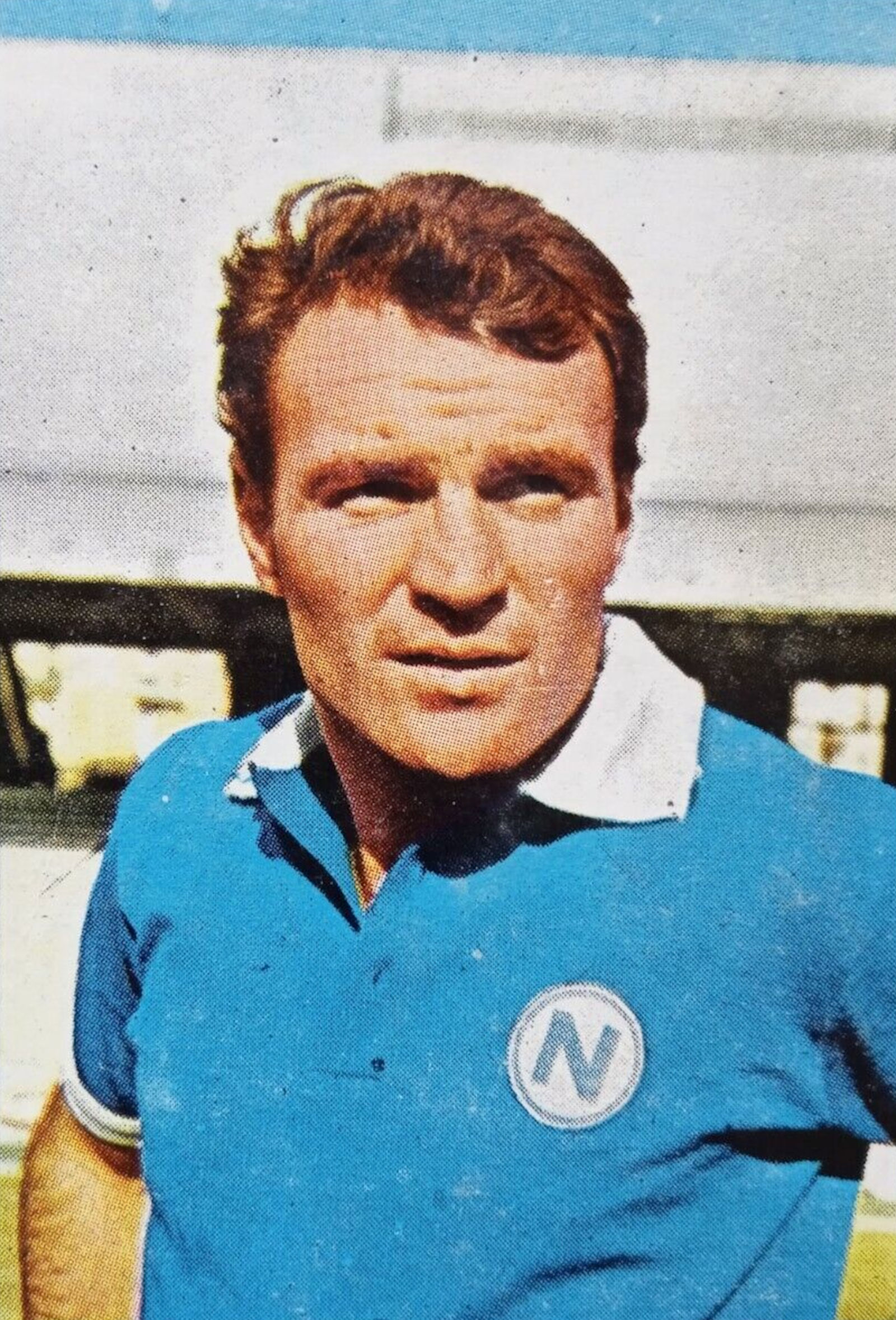
José Altafini

Ugyancsak ekkor játszott itt az argentin Bruno Pesaola is, aki a Roma révén került Európába. Nápolyba a Novarán keresztül vezetett az útja, hogy aztán 240 mérkőzésen 27 gólt szerezzen. Az itt töltött időszak során ő is bemutatkozhatott az olasz válogatottban, miután őt is honosították. Később visszatért vezetőedzőként, majd 2009-ben Nápoly városa díszpolgárrá avatta.
A helyi, ráadásul csak egy klub színeiben szereplő labdarúgók ritka képviselője volt Antonio Juliano, aki 1962-ben mutatkozhatott be a felnőtt csapatban, miután előtte végigjárta az összes korosztályos csapatot is. Többek között az ő jó szűrőjátékának is köszönhetően a Napoli addigi legsikeresebb időszakát élte, egyszer második, háromszor pedig harmadik helyen zárta a bajnokságot, egy alkalommal pedig kupagyőzelmet aratott. Juliano a válogatottban tizennyolcszor kapott játéklehetőséget, tagja volt az 1968-ban Eb-győztes, két évvel később pedig vb-ezüstérmes olasz keretnek. Tizenhat itt eltöltött szezonja alatt a csapat kapitánya is volt, pályafutását végül a Bolognában fejezte be. Később sportigazgatóként még állt a klub alkalmazásában.

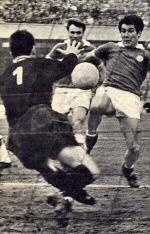
Omar Sivori, El Cabezón (Az önfejű)

Juliano mellett két másik játékos, José Altafini és Omar Sivori voltak az addigi legnagyobb sikeresek fő letéteményesei. Sivori, miután összetűzésbe keveredett a vezetőedző Heriberto Herrerával, távozni kényszerült a Juventustól, ám sokáig úgy nézett ki, hogy a Varese játékosa lesz, végül a város korábbi polgármestere, Achille Lauro, miután jó viszonyt ápolt az Agnelli családdal, elintézte, hogy Sivori a nápolyi csapat játékosa legyen. A fegyelmezetlen és féktelen stílusáról ismert játékos korábbi, Juventusnál eltöltött éveihez képest nem alkotott maradandót, mindössze tizenkét gólt szerzett négy szezon alatt, összesen hatvanegy összecsapáson.
Altafini attól a Milantól érkezett háromszázmillió líra ellenében, amelynek tagjaként két bajnoki címet és egy BEK-győzelmet ünnepelhetett. Hét év és 97 találat után (amellyel a Napoli-örökranglista negyedik helyén tanyázik) a Juventushoz szerződött, ahol még újabb két scudettót nyert. Ugyancsak a Juventusnál játszott a Napoli után a korszak kiemelkedő kapusa, a Mantovától szerződtetett Dino Zoff, aki már a „zebráknál” lett igazán ismert játékos, és igazán komoly sikereit is a torinói klub játékosaként aratta.
A Ferlaino-éra egyik legismertebb játékosa Giuseppe Savoldi volt, akit az elnök 1975-ben olasz rekordnak számító kétmilliárd líráért szerzett meg a Bolognától. A hatalmas összeg többekben nagy felháborodást váltott ki. A csatár nápolyi karrierjét hetvenhét góllal zárta, majd 1979-ben visszatért nevelőegyesületéhez. A következő évben szerződött Nápolyba a klub egyik legelismertebb játékosa, a holland Ruud Knol. Mielőtt ideigazolt volna, az Ajax játékosaként már nyert hat holland bajnoki címet és három BEK-et, így 31 évesen már számos nagy sikert részeseként érkezett Dél-Olaszországba. A szurkolók körében leginkább elegáns játékstílusa miatt lett az egyik kedvenc, annak ellenére, hogy csak négy évet játszott itt.
1984-ben, szinte rögtön Krol távozása után érkezett a csapathoz a klub történetének legnagyobb sztárja, Diego Maradona, az FC Barcelonától. Két Coppa Italia-győzelmen és pár kisebb sikeren kívül a klub sikerlistájának egésze a Maradona fémjelezte időszakhoz köthető. 259 mérkőzésen szerzett 115 gólja, ha az összes gólt vesszük figyelembe, a klub történetének legeredményesebb játékosává tette őt. 1991-es távozásáig a város egyik legismertebb emberévé vált, és ő az egyetlen Napoli-játékos, aki valaha is gólkirályi címet ünnepelhetett. 2000-ben a Napoli visszavonultatta mezszámát, a 10-est.
Maradona mellett az aranykornak számos egyéb ismert játékosa is van. Ilyen például Ciro Ferrara, aki tíz év alatt több, mint háromszázszor lépett pályára. Maradona és a két csapattársa, Bruno Giordano, valamint Careca alkotta hármas vezetékneveinek első két betűjéből a szurkolók egy MA.GI.CA nevű mozaikszót alkottak, amely magyarul mágikust jelent. Giordano 1985-ben érkezett, és bár mindössze három idényt töltött Nápolyban, az akkori csapat egyik legfontosabb tagja volt. Careca két évvel később, a São Paulotól érkezett kétmillió dollárért, és közel maradonai sikerlistát tudhat magáénak, 1993-as Japánba igazolásáig közel száz gólt szerzett.

## A Napoli és az olasz válogatott
Az első két válogatott játékos Marcello Mihalich (vagy más formában Mihalic) és a paraguayi születésű Attila Sallustro voltak, akik 1929. december 1-jén, Portugália ellen debütáltak. A mérkőzés 6:1-es olasz győzelemmel végződött, ők ketten három gólt szereztek, kettőt Mihalich, egyet pedig Sallustro. Később nem ők, hanem a kapus Giuseppe Cavanna került be az 1934-es vb-re utazó olasz válogatottba. Négy évvel később nem volt a keretben a klub egyetlen játékosa sem.
A válogatott szempontjából a Napoli az 1960-as években vált ismét tényezővé: Antonio Juliano és a később a Juventusnál karrierje csúcsán lévő Dino Zoff a „sqaudra azzurra” egyik legfontosabb tagjai voltak. Többek között nekik is köszönhetően Olaszország 1968-ban Európa-bajnoki győzelmet, 1970-ben pedig vb-ezüstérmet ünnepelhetett. Juliano egyébként 1966-tól nyolc évig szerepelhetett a nemzeti csapatban, ezalatt szinte minden egyes világeseményen részt vehetett.
A legtöbb nápolyi a Diego Maradona fémjelezte korszak idején szerepelt az olasz válogatottban. 1986-tól 1990-ig a következő játékosok szerepeltek az ebben az időszakban rendezett világversenyek legalább egyikén: Salvatore Bagni, Fernando De Napoli, Ciro Ferrara, Giovanni Francini, Francesco Romano és Andrea Carnevale. Luca Fusi és Massimo Crippa néhány barátságos mérkőzésen kapott lehetőséget. 1992-től Ferrara, Gianfranco Zola, De Napoli és Angelo Carbone legfeljebb selejtezőkön játszottak, miután a válogatott az 1992-es Eb-re nem jutott ki, 1994-ben pedig egyetlen játékos sem volt kerettag.
A következő tizenöt évben egyetlen nápolyi sem került be a válogatottba. Ezen – bár végül nem lépett pályára – Paolo Cannavaro (a világbajnok Fabio öccse) Dél-Afrika elleni barátságos összecsapásra történő meghívása változtatott. Később, bár kerettag volt Christian Maggio és Fabio Quagliarella is, sokáig De Napoli volt az utolsó ténylegesen pályára is lépő játékos 1992. március 25-én, az NSZK ellen. Ezt a sorozatot végül Quagliarella szakította meg 2009. szeptember 5-én, Grúzia ellen.
Quagliarella, Maggio és Morgan De Sanctis bekerültek a 2010-es világbajnokságra utazó olasz keretbe. Quagliarella lett az első olyan olasz játékos a nápolyi csapat történetében, aki a világbajnokságok végső szakaszában gólt tudott szerezni, a csoportkörben Szlovákia ellen (a nem olaszok közül Maradona és Careca már 1986-ban betaláltak).
Lorenzo Insigne, a klub saját nevelésű játékosa zsinórban három (2012, 2016, 2020) Európa-bajnokságon is szerepet kapott az olasz nemzeti csapatban, emellett a 2014-es világbajnokságra is behívták. 2018. június 4-én csapatkapitányként játszott a Hollandia elleni, 1–1-re végződő barátságos mérkőzésen, így ő lett az első nápolyi labdarúgó, aki a csapatnál töltött ideje alatt viselhette a karszalagot.
A 2020-as Európa-bajnokságra három játékos utazhatott a kerettel, Alex Meret, Giovanni Di Lorenzo és Lorenzo Insigne. Insigne jelentős szerepet játszott a csapat aranyérmében, az olasz válogatott bal szélén öt meccsen két gólt jegyzett. Di Lorenzo is alapembernek számított a jobbhátvéd poszton. Alex Meret nem kapott lehetőséget a tornán, mivel az összes meccsen Gianluigi Donnarumma védett.

## Szimbólumok

### Mezszínek
A klub alapításakor a játékosok öltözéke a következőképpen nézett ki: égszínkék felső, fehér nadrág és ugyancsak égszínkék sportszár. Az égszínkék mindmáig megmaradt a felsőn, azonban az idők során többször feltűnt még a fehér szín, különböző formában.
Az első komolyabb változás az 1965–66-os szezonban volt a mez felsőjén, ekkor egy fehér alapon világoskék keresztcsíkos mezben játszottak. A következő évben visszatértek a klasszikus színekhez. Az aktuális főszponzor neve 1981 óta látható a mezeken.
A 2002–03-as idény volt a második, és mind ezidáig utolsó évad, amikor a Napoli játékosai nem a hagyományos színösszeállításban léptek pályára. Ekkor az aktuális mezgyártó cég, a Diadora egy világoskék-fehér csíkos mezzel látta el a klubot, amely leginkább az argentin válogatottéra hasonlított.
A Napoli mezeinek színösszeállítása általában kék mezből, fehér számozásból, fehér rövidnadrágból és kék zokniból áll. Az idegenbeli szerelés általában fehér mezből, fehér vagy világoskék rövidnadrágból és fehér vagy világoskék zokniból áll.
2020. november 29-én, egy AS Roma elleni hazai bajnokin a csapat egy, az argentin válogatottéra hasonlító negyedik számú mezben lépett pályára, hogy megemlékezzen Diego Maradona és Nápoly, valamint a szurkolók kapcsolatáról. Eredetileg úgy tervezték, hogy a szerelést maga Maradona mutatja be, azonban az argentin játékos november 25-én elhunyt, így végül a róla való megemlékezésként használták a mezt.
| Csapatszínek | Csapatszínek | Csapatszínek |
| Csapatszínek |              |              |
| Csapatszínek |              |              |
|              |              |              |
| 1926–1927    |              |              |

| Csapatszínek | Csapatszínek | Csapatszínek |
| Csapatszínek |              |              |
| Csapatszínek |              |              |
|              |              |              |
| 1989–1990    |              |              |

| Csapatszínek | Csapatszínek | Csapatszínek |
| Csapatszínek |              |              |
| Csapatszínek |              |              |
|              |              |              |
| 2008–2009    |              |              |

| Csapatszínek | Csapatszínek | Csapatszínek |
| Csapatszínek |              |              |
| Csapatszínek |              |              |
|              |              |              |
| 2009–2010    |              |              |

| Csapatszínek | Csapatszínek | Csapatszínek |
| Csapatszínek |              |              |
| Csapatszínek |              |              |
|              |              |              |
| 2010–2011    |              |              |

| Csapatszínek | Csapatszínek | Csapatszínek |
| Csapatszínek |              |              |
| Csapatszínek |              |              |
|              |              |              |
| 2011–2012    |              |              |

| Csapatszínek | Csapatszínek | Csapatszínek |
| Csapatszínek |              |              |
| Csapatszínek |              |              |
|              |              |              |
| 2023–2024    |              |              |

### Címer
A klub első címere 1926-ban került nyilvánosságra. Ezen világoskék alapon egy, a Ferrari logójához hasonló ágaskodó ló látható egy futball-labdán, a ló körül pedig az A, a C és az N betűk, amelyek a klub akkori nevének (Associazione Calcio Napoli) rövidítései. Ez a változat mindössze egy évig volt használatban, 1928-ban a címer már egy világoskék alapon lévő arany N-ből állt, ezen kívül a kör szegélye is arany volt. Ezt 1964-ig használták. Ekkor az N-t lekicsinyítették, hogy a címerben helyet kapjon az egyébként ekkor már SSC Napolira változott hivatalos név is. 1980-ban a szegély fehér és szélesebb lett, és az N betű köré a klub teljes nevét, a Società Sportiva Calcio Napolit kiírták. 2002-ben a szegély sötétkékre, a klub neve pedig fehérre változott.
2004-ben a csőd, majd a tulajdonosváltás után az új név, a Napoli Soccer került a külső, sötétkék szegélybe. Miután 2006-ban az egyesület ismét felvette az SSC Napoli nevet, a külső szegély egyrészt királykékre változott, másrészt semmilyen szöveg nem szerepel benne.

A Napoli 1928-tól 1964-ig használt logója
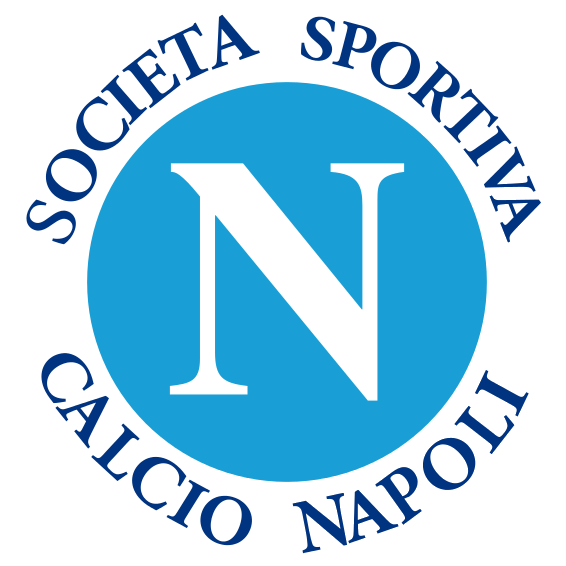
1980 és 2002 között
2004 és 2005 között
A mai címer egy variációja, szöveggel
A jelenleg is használt címer 2006-ban vált hivatalossá

### Visszavonultatott mezszámok
1995-ben született szabályozás az olasz labdarúgásban a játékosok fix számozásáról, így nem sokkal később, 2000-ben a Napoli visszavonultatta a 10-es mezt, melyet Diego Maradona 1984 és 1991 között viselt.
A visszavonultatás ellenére 2004 és 2006 között mégis kivételt tettek, ugyanis a harmadosztályban a klasszikus, 1-től 11-ig történő számozás volt használatban. Az utolsó játékos, aki 10-es mezben gólt tudott szerezni, Mariano Bogliacino volt 2006. május 18-án, a Spezia elleni kupamérkőzésen. Ami a bajnokságot illeti, az utolsó 10-es mezben szerzett gól Roberto Carlos Sosa nevéhez fűződik 2006. április 30-án, a Frosinone ellen.

## A klub eddigi stadionjai

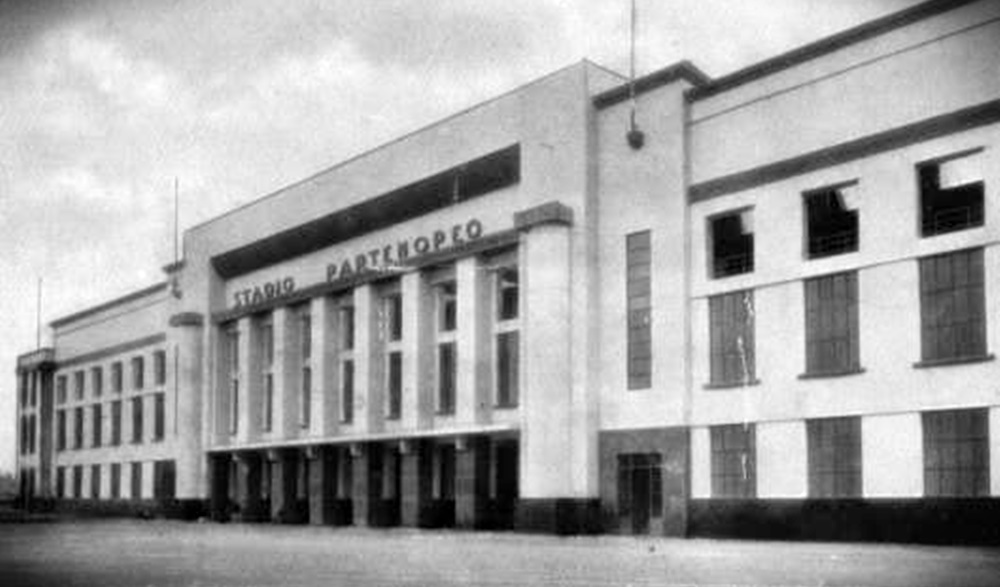
A Stadio Partenopeo 1930-tól 1942-ig volt a csapat otthona

A Napoli jogelődjei különböző helyszíneken játszották mérkőzéseiket. A Naples 1904-től 1912-ig a Campegna úton játszott (Fuorigrotta negyed), majd Agnanóba költözött. Ezzel ellentétben az Internazionale székhelye Bagnoliban volt. Az agnanói stadion a két klub egyesülése után létrejött új egyesület, az Internaples pályája is volt.

A Diego Armando Maradona Stadion 2019-ben, amely ekkor még a San Paolo Stadion nevet viselte

A jelenlegi klub első hazai pályája a Stadio Militare dell'Arenaccia volt, a létesítményt 1926-tól három éven át használták. Ekkor az elnök Giorgio Ascarelli egy új stadion építésére adott megbízást. Az új stadionban, melynek neve Stadio Partenopeo (akkor még Stadio Vesuvio) lett, és húszezer néző befogadására volt alkalmas, az első mérkőzést 1930. február 23-án, a Juventus ellen játszották, a végeredmény 2–2 lett. Bár az 1934-es labdarúgó-világbajnokságra fel lett újítva, a második világháború alatti bombázások során súlyos károkat szenvedett, és használhatatlanná vált.
A következő stadion az Arturo Collana volt. Ezt a klub gyorsan kinőtte, egy 1958-as Napoli-Juventus mérkőzésre például annyian voltak kíváncsiak, hogy sokan közvetlenül az oldal- és az alapvonal mellől kísérték figyelemmel az összecsapást.
A jelenlegi létesítmény, a San Paolo stadion 1959 óta van használatban. Eredetileg a Stadio del Sole nevet szánták neki, de végül a választás Szent Pálra (San Paolo) esett egy legenda alapján, miszerint a szent a mai Nápoly területén egykor keresztülhaladt. A huszonkilenc évvel azelőtti stadionavatóhoz hasonlóan az ellenfél ismét a Juventus volt, 1959. december hatodikán. Komolyabb felújításon eddig kétszer esett át, előbb az 1980-as Európa-bajnokság, majd az 1990-es vb előtt. Utóbbi alkalmával kapta meg a jelenleg is használt tetőt, valamint egy harmadik gyűrűt, mellyel befogadóképessége közel hetvenhétezresre nőtt. Később ezt a gyűrűt le kellett zárni logisztikai problémák miatt. 2020-ban a stadiont átnevezték korábbi játékosuk, Diego Maradona emlékére, aki 2020. november 25-én hunyt el. A létesítmény új neve Diego Armando Maradona Stadion (Stadio Diego Armando Maradona) lett. Jelenleg valamivel több mint hatvanezer néző befogadására alkalmas, így Olaszország harmadik legnagyobb stadionja a milánói San Siro és a római Stadio Olimpico után.

## Főszponzorok, mezgyártók
A Napoli főszponzorainak és mezgyártóinak listája.
| Időszak   | Cég                      |
| --------- | ------------------------ |
| 1981–1982 | Snaidero                 |
| 1982–1983 | Cirio                    |
| 1983–1984 | Latte Berna              |
| 1984–1985 | Cirio                    |
| 1985–1988 | Buitoni                  |
| 1988–1991 | Mars                     |
| 1991–1994 | Voiello                  |
| 1994–1996 | Record Cucine            |
| 1996–1997 | Centrale latte di Napoli |
| 1997–1999 | Polenghi                 |
| 1999–2003 | Peroni                   |
| 2003–2004 | Russo-Cicciano           |
| 2004–2005 | Mandi                    |
| 2005–2011 | Lete                     |
| 2011 óta  | Lete-MSC Crociere        |

| Időszak   | Cég        |
| --------- | ---------- |
| 1978–1980 | Puma       |
| 1980–1984 | NR         |
| 1984–1985 | Linea Time |
| 1985–1991 | NR         |
| 1991–1994 | Umbro      |
| 1994–1997 | Lotto      |
| 1997–2000 | Nike       |
| 2000–2003 | Diadora    |
| 2003–2004 | Legea      |
| 2004–2006 | Kappa      |
| 2006–2009 | Diadora    |
| 2009–2015 | Macron     |
| 2015–2021 | Kappa      |
| 2021 óta  | EA7        |

## Elnökök
A klubnak eddig csak olasz elnökei voltak. Az elnök 2004 óta Aurelio De Laurentiis.

Giorgio Ascarelli kétszer, 1926-tól és 1930-tól egy-egy évig volt a Napoli elnöke. A Nápolyban élő nagyszámú zsidó népesség egyik legismertebb tagja

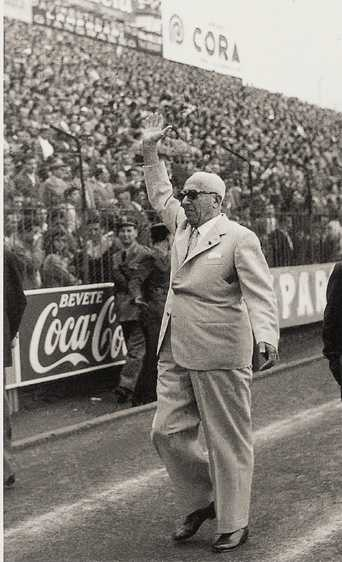
Achille Lauro két elnöki ciklusa között tizenhat év telt el. Lauro Nápoly polgármestereként is tevékenykedett.

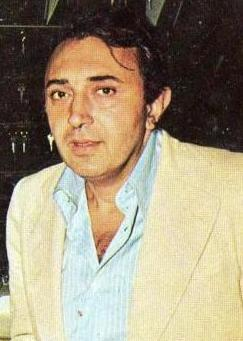
Corrado Ferlaino három ciklusban összesen huszonhárom évig irányította az egyesületet. Az ő nevéhez fűződik a klub történetének legnagyobb sztárja, Diego Maradona leigazolása, valamint az ő elnöksége alatt érte el a klub legnagyobb sikereit. A kép 1975-ben készült.

| Név                                         | -tól/-től      | -ig            |
| ------------------------------------------- | -------------- | -------------- |
| Giorgio Ascarelli                           | 1926 1929      | 1927 1930      |
| Gustavo Zinzaro                             | 1927           | 1928           |
| Giovanni Maresca di Serracapriola           | 1928 1930      | 1929 1931      |
| Eugenio Coppola                             | 1931           | 1932           |
| Vincenzo Savarese                           | 1932 1945      | 1936 1946      |
| Achille Lauro                               | 1936 1952      | 1940 1954      |
| Tommaso Leonetti                            | 1940           | 1941           |
| Luigi Piscitelli                            | 1941           | 1943           |
| Annibale Fienga                             | 1943           | 1945           |
| Pasquale Russo                              | 1946           | 1948           |
| Egidio Musollino                            | 1948           | 1951           |
| Alfonso Cuomo                               | 1951 1954      | 1952 1963      |
| Luigi Scuotto                               | 1963           | 1964           |
| Roberto Fiore                               | 1964           | 1967           |
| Gioacchino Lauro                            | 1967           | 1968           |
| Antonio Corcione                            | 1968           | 1969           |
| Corrado Ferlaino                            | 1969 1972 1983 | 1971 1983 1993 |
| Ettore Sacchi                               | 1971           | 1972           |
| Marino Brancaccio                           | 1983           | 1983           |
| Ellenio Gallo                               | 1993           | 1995           |
| Vincenzo Schiano di Colella (tiszteletbeli) | 1995           | 1996           |
| Gian Marco Innocenti                        | 1997           | 1998           |
| Federico Scalingi                           | 1998           | 2000           |
| Giorgio Corbelli                            | 2000           | 2002           |
| Salvatore Naldi                             | 2002           | 2004           |
| Paolo Bellamio                              | 2004           | 2004           |
| Nicola Rascio (csődbiztos)                  | 2004           | 2004           |
| Aurelio De Laurentiis                       | 2004           | Jelenleg       |

## Vezetőedzők

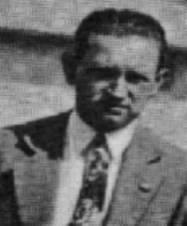
A magyar Csapkay Károly az 1935–36-os szezonban volt a Napoli vezetőedzője

A Napoli 1926 óta íródó történelme során számos edző váltotta egymást a klub kispadján. A klubnál nem volt ritka jelenség az sem, hogy egyszerre ketten irányították a csapatot.
| Név                                                             | Ország                       | Évek      |
| --------------------------------------------------------------- | ---------------------------- | --------- |
| Antonio Kreutzer                                                | AUT                          | 1926–1927 |
| Bino Skasa                                                      | AUT                          | 1927      |
| Technikai bizottság Rolf Steiger Giovanni Terrile Molnár Ferenc | AUT · Olaszország 1861 · HUN | 1927–1928 |
| Otto Fischer                                                    | AUT                          | 1928–1929 |
| William Garbutt                                                 | ENG                          | 1929–1935 |
| Csapkay Károly                                                  | Magyar 1919-1946             | 1935–1936 |
| Angelo Mattea                                                   | Olaszország 1861             | 1936–1938 |
| Payer Jenő                                                      | Magyar 1919-1946             | 1938      |
| Paolo Iodice                                                    | Olaszország 1861             | 1938–1939 |
| Adolfo Baloncieri                                               | Olaszország 1861             | 1939–1940 |
| Antonio Vojak                                                   | Olaszország 1861             | 1940–1943 |
| Giuseppe Innocenti                                              | Olaszország 1861             | 1943      |
| Raffaele Sansone                                                | Olaszország 1861 · Uruguay   | 1945–1946 |
| Attila Sallustro Giovanni Vecchina                              | ITA · ITA                    | 1947–1948 |
| Arnaldo Sentimenti                                              | ITA                          | 1948      |
| Felice Placido Borel Paolo Iodice                               | ITA · ITA                    | 1948–1949 |
| Domenico Mattioli Luigi de Manes                                | ITA · ITA                    | 1949      |
| Vittorio Mosele                                                 | ITA                          | 1949      |
| Eraldo Monzeglio                                                | ITA                          | 1949–1956 |
| Amedeo Amadei                                                   | ITA                          | 1956–1959 |
| Annibale Frossi                                                 | ITA                          | 1959      |
| Amedeo Amadei                                                   | ITA                          | 1959–1961 |
| Amedeo Amadei Renato Cesarini                                   | ITA · ITA                    | 1961      |
| Attila Sallustro                                                | ITA                          | 1961      |
| Fioravante Baldi                                                | ITA                          | 1961–1962 |
| Bruno Pesaola                                                   | ARG                          | 1962      |
| Bruno Pesaola Eraldo Monzeglio                                  | ARG · ITA                    | 1962–1963 |
| Roberto Lerici                                                  | ITA                          | 1963–1964 |
| Giovanni Molino                                                 | ITA                          | 1964      |
| Bruno Pesaola                                                   | ARG                          | 1964–1968 |
| Giuseppe Chiappella                                             | ITA                          | 1968–1969 |
| Egidio di Costanzo                                              | ITA                          | 1969      |
| Giuseppe Chiappella                                             | ITA                          | 1969–1973 |
| Luis Vinicio                                                    | Brazil                       | 1973–1976 |
| Alberto del Frati                                               | ITA                          | 1976      |
| Bruno Pesaola                                                   | ARG                          | 1976–1977 |

| Név                           | Ország       | Évek      |
| ----------------------------- | ------------ | --------- |
| Rosario Rivellino             | ITA          | 1977      |
| Giovanni di Marzio            | ITA          | 1977–1978 |
| Luis Vinicio                  | Brazil       | 1978–1980 |
| Angelo Sormani                | ITA · Brazil | 1980      |
| Rino Marchesi                 | ITA          | 1980–1982 |
| Massimo Giacomini             | ITA          | 1982      |
| Bruno Pesaola                 | ARG          | 1982–1983 |
| Pietro Santi                  | ITA          | 1983–1984 |
| Rino Marchesi                 | ITA          | 1984–1985 |
| Ottavio Bianchi               | ITA          | 1985–1989 |
| Alberto Bigon                 | ITA          | 1989–1991 |
| Claudio Ranieri               | ITA          | 1991–1993 |
| Ottavio Bianchi               | ITA          | 1993      |
| Marcello Lippi                | ITA          | 1993–1994 |
| Vincenzo Guerini              | ITA          | 1994      |
| Vujadin Boškov Cané           | YUG · Brazil | 1994–1995 |
| Vujadin Boškov Aldo Sensibile | YUG · ITA    | 1995–1996 |
| Luigi Simoni                  | ITA          | 1996–1997 |
| Vincenzo Montefusco           | ITA          | 1997      |
| Bortolo Mutti                 | ITA          | 1997      |
| Carlo Mazzone                 | ITA          | 1997      |
| Giovanni Galeone              | ITA          | 1997–1998 |
| Vincenzo Montefusco           | ITA          | 1998      |
| Renzo Ulivieri                | ITA          | 1998–1999 |
| Vincenzo Montefusco           | ITA          | 1999      |
| Walter Novellino              | ITA          | 1999–2000 |
| Zdeněk Zeman                  | CZE          | 2000      |
| Emiliano Mondonico            | ITA          | 2000–2001 |
| Luigi De Canio                | ITA          | 2001–2002 |
| Franco Colomba                | ITA          | 2002      |
| Sergio Buso                   | ITA          | 2002      |
| Francesco Scoglio             | ITA          | 2002–2003 |
| Franco Colomba                | ITA          | 2003      |
| Andrea Agostinelli            | ITA          | 2003      |
| Luigi Simoni                  | ITA          | 2003–2004 |
| Gian Piero Ventura            | ITA          | 2004      |
| Edoardo Reja                  | ITA          | 2005–2009 |
| Roberto Donadoni              | ITA          | 2009      |
| Walter Mazzarri               | ITA          | 2009–2013 |
| Rafael Benítez                | ESP          | 2013–2015 |
| Maurizio Sarri                | ITA          | 2015–2018 |
| Carlo Ancelotti               | ITA          | 2018–2019 |
| Gennaro Gattuso               | ITA          | 2019–2021 |
| Luciano Spalletti             | ITA          | 2021–2023 |
| Rudi Garcia                   | FRA          | 2023      |
| Walter Mazzarri               | ITA          | 2023–2024 |
| Francesco Calzona             | ITA          | 2024      |
| Antonio Conte                 | ITA          | 2024–     |

## Vezetőség
2022. augusztus 4-ei állapot szerint.
| Pozíció                          | Név                     |
| -------------------------------- | ----------------------- |
| Elnök                            | Aurelio De Laurentiis   |
| Alelnökök                        | Edoardo De Laurentiis   |
| Alelnökök                        | Jacqueline Marie Baudit |
| Igazgatóság elnöke               | Laura Belli             |
| Sportigazgató                    | Cristiano Giuntoli      |
| Menedzser                        | Giuseppe Santoro        |
| Kereskedelmi- és marketingvezető | Alessandro Formisano    |
| Titkár                           | Davide Iorio            |
| Kommunikációs vezető             | Guido Baldari           |

## Jelenlegi keret
Utolsó módosítás: 2024. január 2.
A vastaggal jelzett játékosok felnőtt válogatottsággal rendelkeznek.
A dőlttel jelzett játékosok kölcsönben szerepelnek a klubnál.

| Mezszám       | Név                  | Nemzetiség         | Születési hely            | Születési idő (kor)           | Korábbi csapat            | Érték (€)   | Szerződés lejárta |
| ------------- | -------------------- | ------------------ | ------------------------- | ----------------------------- | ------------------------- | ----------- | ----------------- |
|               |                      |                    |                           |                               |                           |             |                   |
| Kapusok       |                      |                    |                           |                               |                           |             |                   |
| 1             | Alex Meret           | olasz              | Udine                     | 1997. március 22. (28 éves)   | Udinese Calcio            | 15 000 000  | 2024.06.30.       |
| 16            | Hubert Idasiak       | lengyel            | Sławno                    | 2002. február 3. (23 éves)    | Utánpótlásból került fel  | 150 000     | 2024.06.30.       |
| 95            | Pierluigi Gollini    | olasz              | Bologna                   | 1995. március 18. (30 éves)   | Atalanta BC               | 4 500 000   | 2024.06.30.       |
| 14            | Nikita Contini       | olasz · ukrán      | Cserkaszi                 | 1996. május 21. (29 éves)     | Utánpótlásból került fel  | 500 000     | 2025.06.30.       |
| Védők         |                      |                    |                           |                               |                           |             |                   |
| 3             | Natan                | BRA                | Itapecerica da Serra      | 2001. február 6. (24 éves)    | Red Bull Bragantino       | 13 000 000  | 2028.06.30.       |
| 5             | Juan Jesus           | BRA                | Belo Horizonte            | 1991. június 10. (34 éves)    | AS Roma                   | 3 000 000   | 2025.06.30.       |
| 6             | Mário Rui            | portugál           | Sines                     | 1991. május 27. (34 éves)     | AS Roma                   | 5 000 000   | 2026.06.30.       |
| 13            | Amir Rrahmani        | KOS · albán        | Pristina                  | 1994. február 24. (31 éves)   | Hellas Verona FC          | 20 000 000  | 2027.06.30.       |
| 17            | Mathías Olivera      | URU · spanyol      | Montevideo                | 1997. október 31. (27 éves)   | Getafe CF                 | 17 000 000  | 2027.06.30.       |
| 22            | Giovanni Di Lorenzo  | olasz              | Castelnuovo di Garfagnana | 1993. augusztus 4. (31 éves)  | Empoli FC                 | 22 000 000  | 2028.06.30.       |
| 30            | Pasquale Mazzocchi   | ITA                | Nápoly                    | 1995. július 27. (29 éves)    | Salernitana Calcio        | 4 000 000   | 2027.06.30.       |
| 55            | Leo Skiri Østigård   | norvég             | Åndalsnes                 | 1999. november 28. (25 éves)  | Brighton & Hove Albion FC | 10 000 000  | 2026.06.30.       |
| Középpályások |                      |                    |                           |                               |                           |             |                   |
| 4             | Diego Demme          | német · olasz      | Herford                   | 1991. november 21. (33 éves)  | RB Leipzig                | 1 000 000   | 2024.06.30.       |
| 20            | Piotr Zieliński      | lengyel            | Ząbkowice Śląskie         | 1994. május 20. (31 éves)     | Udinese Calcio            | 30 000 000  | 2024.06.30.       |
| 24            | Jens Cajuste         | svéd · USA         | Göteborg                  | 1999. augusztus 10. (25 éves) | Stade de Reims            | 10 000 000  | 2028.06.30.       |
| 38            | Lorenzo Russo        | ITA                | Nápoly                    | 2005. április 19. (20 éves)   | Utánpótlásból került fel  | 100 000     | 2027.06.30.       |
| 68            | Stanislav Lobotka    | szlovák            | Trencsén                  | 1994. november 25. (30 éves)  | RC Celta de Vigo          | 35 000 000  | 2027.06.30.       |
| 70            | Gianluca Gaetano     | olasz              | Cimitile                  | 2000. május 5. (25 éves)      | Utánpótlásból került fel  | 4 500 000   | 2025.06.30.       |
| 99            | André Zambo Anguissa | CMR                | Yaoundé                   | 1995. november 16. (29 éves)  | Fulham FC                 | 35 000 000  | 2025.06.30.       |
| Támadók       |                      |                    |                           |                               |                           |             |                   |
| 9             | Victor Osimhen       | NGR                | Lagos                     | 1998. december 29. (26 éves)  | Lille OSC                 | 110 000 000 | 2025.06.30.       |
| 18            | Giovanni Simeone     | argentin · spanyol | Buenos Aires              | 1995. július 5. (30 éves)     | Hellas Verona FC          | 13 000 000  | 2026.06.30.       |
| 21            | Matteo Politano      | olasz              | Róma                      | 1993. augusztus 3. (31 éves)  | FC Internazionale Milano  | 15 000 000  | 2025.06.30.       |
| 23            | Alessio Zerbin       | olasz              | Novara                    | 1999. március 3. (26 éves)    | Utánpótlásból került fel  | 3 500 000   | 2027.06.30.       |
| 26            | Cyril Ngonge         | BEL · COD          | Uccle                     | 2000. május 26. (25 éves)     | Hellas Verona FC          | 6 000 000   | 2028.06.30.       |
| 29            | Jesper Lindstrøm     | DEN                | Taastrup                  | 2000. február 29. (25 éves)   | Eintracht Frankfurt       | 25 000 000  | 2028.06.30.       |
| 77            | Hvicsa Kvarachelia   | GEO                | Tbiliszi                  | 2001. február 12. (24 éves)   | Dinamo Batumi             | 80 000 000  | 2027.06.30.       |
| 81            | Giacomo Raspadori    | olasz              | Bentivoglio               | 2000. február 18. (25 éves)   | US Sassuolo Calcio        | 32 000 000  | 2028.06.30.       |
| –             | Hamed Traorè         | CIV                | Abidjan                   | 2000. február 16. (25 éves)   | AFC Bournemouth           | 18 000 000  | 2024.06.30.       |

| Név                  | Poszt       | Nemzetiség  | Születési hely | Születési idő (kor)            | Kölcsönben itt      | Érték (€) | Kölcsön lejárta |
| -------------------- | ----------- | ----------- | -------------- | ------------------------------ | ------------------- | --------- | --------------- |
| Elia Caprile         | kapus       | olasz       | Verona         | 2001. augusztus 25. (23 éves)  | Empoli FC           | 5 500 000 | 2024.06.30.     |
| Francesco Mezzoni    | védő        | olasz       | Róma           | 2000. május 27. (25 éves)      | Perugia Calcio      | 200 000   | 2024.06.30.     |
| Nosa Edward Obaretin | védő        | olasz · NGR | Forla          | 2003. január 26. (22 éves)     | AC Trento 1921      | 50 000    | 2024.06.30.     |
| Michael Folorunsho   | középpályás | ITA · NGA   | Róma           | 1998. február 7. (27 éves)     | Hellas Verona FC    | 4 000 000 | 2024.06.30.     |
| Coli Saco            | középpályás | MLI · FRA   | Créteil        | 2002. május 15. (23 éves)      | US Ancona           | 200 000   | 2024.06.30.     |
| Valíd Sedíra         | támadó      | MAR · ITA   | Loreto         | 1998. január 22. (27 éves)     | Frosinone Calcio    | 6 000 000 | 2024.06.30.     |
| Antonio Vergara      | középpályás | olasz       | Frattaminore   | 2003. január 16. (22 éves)     | ASD Reggio Calabria | 175 000   | 2024.06.30.     |
| Lorenzo Sgarbi       | támadó      | olasz       | Bolzano        | 2001. március 24. (24 éves)    | US Avellino 1912    | 150 000   | 2024.06.30.     |
| Giuseppe Ambrosino   | támadó      | olasz       | Procida        | 2003. szeptember 10. (21 éves) | US Catanzaro        | 1 800 000 | 2024.06.30.     |
| Antonio Cioffi       | támadó      | olasz       | Maddaloni      | 2002. december 19. (22 éves)   | US Ancona           | 450 000   | 2024.06.30.     |
| Alessandro Zanoli    | hátvéd      | ITA         | Carpi          | 2000. október 3. (24 éves)     | Salernitana Calcio  | 6 000 000 | 2024.06.30.     |

## Statisztika

### Klub
A Napoli az első osztályban (akkor Divisione Nazionale) 1926. október 3-án mutatkozott be. 2024-ig nyolcvanhárom szezonban szerepelt, ezek közül 70-szer az első (4 Divisione Nazionale, 66 Serie A), 12-szer a másod-, és kétszer a harmadosztályban. A 70 szezonból háromszor ünnepelhetett bajnoki címet.

#### Statisztika
Bajnokság
| Osztály | Bajnokság           | Szezonok száma | Első szezon | Utolsó szezon |
| ------- | ------------------- | -------------- | ----------- | ------------- |
| 1.      | Divisione Nazionale | 4              | 1926–1927   | 1945–1946     |
| 1.      | Serie A             | 66             | 1929–1930   | 2023–2024     |
| 2.      | Serie B             | 12             | 1942–1943   | 2006–2007     |
| 3.      | Serie C1            | 2              | 2004–2005   | 2005–2006     |

Nemzetközi kupasorozatok
| Sorozat                                               | Szezonok száma | Első szezon | Utolsó szezon |
| Bajnokok Ligája Korábban Bajnokcsapatok Európa-kupája | 10             | 1987–1988   | 2023–2024     |
| Európa-liga Korábban UEFA-kupa                        | 22             | 1971–1972   | 2021–2022     |
| Kupagyőztesek Európa-kupája                           | 2              | 1962–1963   | 1976–1977     |
| Vásárvárosok kupája                                   | 4              | 1966–1967   | 1969–1970     |
| Mitropa-kupa Néha közép-európai kupa                  | 2              | 1934        | 1966          |
| Coppa delle Alpi                                      | 3              | 1960        | 1969          |
| Intertotó-kupa                                        | 1              | 2008        | 2008          |
| Coppa Anglo-Italiana                                  | 1              | 1970        | 1970          |
| Coppa di Lega Italo-Inglese                           | 1              | 1976        | 1976          |
| Coppa Torneo Italia                                   | 1              | 1961        | 1961          |

#### Sikerek
- Bajnokság:
  - Győztes (3): 1986–87, 1989–90, 2022–23, 2024-25
  - Második (4): 1967–68, 1974–75, 1987–88, 1988–89, 2015–16
  - Harmadik (8): 1933–34, 1965–66, 1970–71, 1973–74, 1980–81, 1985–86, 2010–11, 2016–17
- Kupa:
  - Győztes (6): 1961–62, 1975–76, 1986–87, 2011–12, 2013–14, 2019–20
  - Döntős (4): 1971–72, 1977–78, 1988–89, 1996–97
- Szuperkupa:
  - Győztes: 1990, 2014
- UEFA-kupa:
  - Győztes 1989
- UEFA Intertotó-kupa:
  - Győztes 2008

#### Rekordok
A Napoli az egyetlen klub, amely másodosztályú csapatként tudta elhódítani az olasz kupát. Ugyancsak a kupához kapcsolódó rekordja, hogy az egyetlen olyan győztes, amely egy győzelem alkalmával minden egyes mérkőzését megnyerte (1986–87, 13-ból 13 győzelem). A Torino (1942–43), a Juventus (1959–60, 1994–95), a Lazio (1999–00) és az Inter (2009–10) mellett az egyetlen olasz csapat, amely duplázni tudott, vagyis egy szezonban meg tudta nyerni a bajnokságot és a kupát is (1986–87).
- Legnagyobb különbségű győzelem:
  - Hazai pályán: 8–1 a Pro Patria (1955–56) és 7–0 a Como ellen (1950–51)
  - Idegenben: 7–1 a Bologna (2016-17) és az Udinese ellen (2007–08)
- Legnagyobb különbségű vereség:
  - Hazai pályán: 6–1 a Bologna ellen (1938–39)
  - Idegenben: 11–0 a Torino ellen (1927–28)[139]

### Egyéni
A legtöbb bajnoki mérkőzést, 520-at (408-at a Serie A-ban) Marek Hamšík játszotta. Csak az első osztályú bajnokikat figyelembe véve a rekord Hamšík nevéhez fűződik 408 fellépéssel. A második Bruscolotti kilenc mérkőzéssel játszott kevesebbet.
A legtöbb gólt (148) Dries Mertens szerezte, ebből 113-at a bajnokságban. Ha csak a bajnokságot nézzük, akkor a lista élén szintén a belga áll 113 találattal. A második legtöbb gól (122) Lorenzo Insigne nevéhez köthető.
A legtöbb egy szezonban szerzett gól (36) Gonzalo Higuaín nevéhez fűződik, ezt a 2015–16-os szezonban érte el. Dries Mertensé a legtöbb nemzetközi mérkőzésen szerzett gól.
Az olasz kupában Bruscolotti 96 alkalommal lépett pályára, Maradona pedig 29 gólt szerzett, ebben az összevetésben övék a szereplési, illetve gólrekord.
|    | Játékos              | Ország | Mérkőzés |
| -- | -------------------- | ------ | -------- |
| 1  | Marek Hamšík         | SVK    | 520      |
| 2  | Giuseppe Bruscolotti | ITA    | 511      |
| 3  | Antonio Juliano      | ITA    | 505      |
| 4  | Lorenzo Insigne      | ITA    | 434      |
| 5  | Dries Mertens        | BEL    | 397      |
| 6  | Moreno Ferrario      | ITA    | 396      |
| 7  | José Callejón        | ESP    | 349      |
| 8  | Piotr Zieliński      | POL    | 345      |
| 9  | Ciro Ferrara         | ITA    | 322      |
| 10 | Kalidou Koulibaly    | SEN    | 317      |

|    | Játékos          | Ország    | Gól |
| -- | ---------------- | --------- | --- |
| 1  | Dries Mertens    | BEL       | 148 |
| 2  | Lorenzo Insigne  | ITA       | 122 |
| 3  | Marek Hamšík     | SVK       | 121 |
| 4  | Diego Maradona   | ARG       | 115 |
| 5  | Attila Sallustro | ITA · PAR | 108 |
| 6  | Edinson Cavani   | URU       | 104 |
| 7  | Antonio Vojak    | ITA       | 103 |
| 8  | José Altafini    | BRA · ITA | 97  |
| 9  | Careca           | BRA       | 96  |
| 10 | Gonzalo Higuaín  | ARG       | 91  |

## Szurkolók

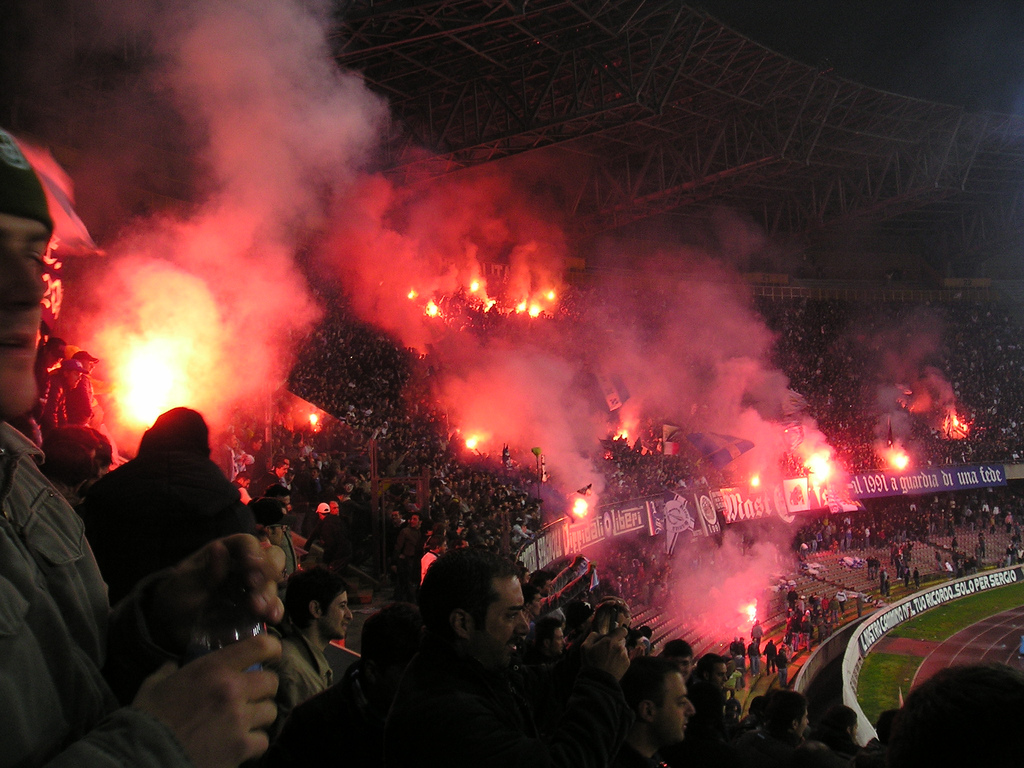
Nápolyi szurkolók a San Paolo stadionban

A Napoli jelenleg a negyedik legnépszerűbb olasz csapat a szurkolók száma alapján Olaszországban. A klubnak nemzetközi szinten is több száz rajongói klubja van, a külföldi szurkolók száma nagyjából hétmillió körül van.
Egy kutatás szerint a klub szurkolóit soha nem lehetett egyetlen társadalmi osztályhoz sem kötni egyértelműen: a „tifosik” között ugyanúgy megtalálhatók a gazdagabb emberek, mint az egyszerű munkásemberek, vagy a középosztály tagjai. A klubot emiatt sokszor aposztrofálják „mindenki csapata”-ként.
A klub szurkolóihoz több erőszakos, garázda esemény köthető. A 2007–08-as idényben kilenc mérkőzésre, a következőben pedig egyik idegenbeli mérkőzésre sem utazhattak a drukkerek egy Roma–Napoli mérkőzés előtt történt zavargások miatt.

### Történelem
A szervezett szurkolás az 1960-as évekre nyúlik vissza, az első hivatalos szurkolói csoport az Ultras della Curva B (magyarul a B szektor ultrái), vagy más formában Commando Ultras Curva B (CUCB) volt, amely 1972-ben alakult Gennaro Montuori vezetésével. A csoportnak hamarosan saját újságja és tévécsatornája lett, amely a város teljes területén fogható volt. A ’70-es, ’80-as évek során a csoporthoz kötődött szinte az összes komolyabb szurkolói rendbontás. 1986-ban két, csak nőkből álló ultracsoport is létrejött: az Ultrà Girls és a Ladies Napoli.
A ’90-es években a csoportok képe megváltozott. Montuori, részben testvére halála miatt eltűnt a mérkőzésekről, és ez rövid időn belül csoportja, a CUCB és a hozzá kapcsolódó kisebb csoportok megszűnéséhez vezetett. A legnagyobb ultraszervezetek a Fedayn E.A.M. 1979 és az Ultras Napoli. Az 1979-ben alapított Fedayn jó kapcsolatot ápolt az A szektor nagyobb csoportjaival, így egy időben többször felmerült a költözés lehetősége. Szlogenjük, az E.A.M., az Estranei Alla Massa olasz mondat rövidítése, amely magyarul annyit jelent: „Az idegenek menjenek a francba”.
A stadion másik, szurkolói csoportok által rendkívül sűrűn ellátott szektora az A. Itt a B-hez képest sokkal árnyaltabb a kép, itt a legnagyobb csoportok a Mastiffs, a Vecchi Lions, a Teste Matte (leginkább a Qaurtieri Spagnoli, vagyis a spanyol negyed lakói alkotják), a Sud, a Bronx, a Brigata Carolina, a Rione Sanità és a Fossato Flegreo. Az évek során az A és B szektor ultrái közötti jó viszony megromlott, miután fokozatosan az A vált a stadion legerőszakosabb részévé. Többször tettek kísérletet a két szektor közötti viszony rendezésére, ám ezek mindannyiszor kudarcba fulladtak.

### Testvércsapatok
Az olasz labdarúgás egyik legrégebbi testvérkapcsolata két szurkolótábor között a Napoli–Genoa együttműködés, amely egészen 1982. május 16-ig datálódik. A jó kapcsolat az 1981–82-es szezon utolsó fordulójában kezdődött, amikor a két klub 2–2-es döntetlent játszott egymással, ebből pedig mindkét csapatnak előnye származott: a Napoli egyik legnagyobb riválisa, a Milan története során másodszor kiesett, a Genoa pedig az eredménynek köszönhetően megmenekült ugyanettől. Egészen a 2006–07-es szezonig, amikor mindkét csapat a másodosztályban szerepelt, a két csapat életében nem nagyon történt közös momentum. Ekkor ismét a bajnokság végén csaptak össze, és ismét egy döntetlen, ezúttal egy 0–0 jelentett mindkét csapat számára jó eredményt, ugyanis ezzel a döntetlennel mindkét csapat bebiztosította feljutását. A már-már történelmi jó kapcsolat kihasználására kereskedelmi kísérletek is történtek.
Bár nem ennyire ismert, de hasonlóan jó viszony alakult ki az évek során az Ancona, a Palermo és a Catania ultráival is.
Újabban egyfajta barátság alakult ki a Napoli és a román Universitatea Craiova egyes csoportjai között. A 2010–2011-es Európa-liga küzdelmei során a Napoli ellenfele a Steaua București volt. Mivel a Steaua és a Craiova – hasonlóan például a Napoli–Roma pároshoz – nagy riválisok, a Craiova drukkerei nagyon örültek annak, hogy a fővárosi klub a Napoli jóvoltából volt kénytelen búcsúzni.

### Riválisok
A Napoli legnagyobb riválisai az északi csapatok. Az Interrel, a Juventusszal és a Milannal történő rivalizálás mind a ’80-as években született.
A Lazióval való jó viszony a Roma elleni ellentétből ered. A Napoli és a Roma eredetileg jó viszonyban volt egymással, ám ezt egyetlen játékos (mindkét csapatban szerepelt), Salvatore Bagni képes volt elrontani, amikor egy Roma–Napoli meccsen, már a Roma játékosaként, látványosan megünnepelte egy gólját.
További rivális csapatok: Sampdoria, Hellas Verona, Reggina, Atalanta, US Avellino (2010 óta AS Avellino), Bari, Bologna, Brescia, Cagliari, Lecce, Salernitana, Udinese.
Korábban több kisebb csapattal is rivalizáltak, ám ezekkel szemben az ellentét az osztálykülönbségből adódó kevés egymás ellen játszott mérkőzés miatt eltűnőben van. Ilyen csapatok a Foggia, a Perugia, a Pisa, a Pistoiese, a Ternana és a Vicenza Calcio.

### A legnagyobb rangadók
A Napolinak nincs a szó szoros értelmében vett rangadója, ugyanis Nápoly városának ez az egyetlen komolyabb csapata. Ez a legtöbb olasz nagyvárosban megvan (Torinóban a Juventus–Torino, Milánóban az Inter–Milan stb.). A Napolival kapcsolatban két rangadóról, vagy derbiről beszélhetünk:
- Derby della Campania: magyarul campaniai rangadó, a Napoli és főleg az Avellino, valamint a Salernitana között.[165][166]
- Derby del Sole vagy Derby del Sud, magyarul déli derbi, a Napoli és az AS Roma összecsapása.[167]

## Fordítás
- Ez a szócikk részben vagy egészben  a   Società Sportiva Calcio Napoli című olasz Wikipédia-szócikk fordításán alapul.  Az eredeti cikk szerkesztőit annak laptörténete sorolja fel. Ez a jelzés csupán a megfogalmazás eredetét és a szerzői jogokat jelzi, nem szolgál a cikkben szereplő információk forrásmegjelöléseként.
- Ez a szócikk részben vagy egészben  a   S.S.C. Napoli című angol Wikipédia-szócikk fordításán alapul.  Az eredeti cikk szerkesztőit annak laptörténete sorolja fel. Ez a jelzés csupán a megfogalmazás eredetét és a szerzői jogokat jelzi, nem szolgál a cikkben szereplő információk forrásmegjelöléseként.

## Kapcsolódó irodalom
- Elio Tramontano, Gianni Virnicchi.szerk.: L'arte tipografica: Il Napoli dalle origini ad oggi (1965)
- Giuseppe Pacileo.szerk.: Edi-Grafica: S.S.C. NAPOLI - una squadra e la sua città (1977)
- Antonio Ghirelli.szerk.: Laterza: Intervista sul Calcio Napoli (1978)
- Elio Tramontano.szerk.: Edizioni Meridionali: Da Sallustro a Maradona: 90 anni di storia del Napoli (1984)
- Roberto Ciuni.szerk.: Shakespeare & Company: Il pallone di Napoli
- Giuseppe Pacileo, Elio Tramontano.szerk.: La casa dello sport: La storia del Napoli (1986)
- Giuseppe Mariconda.szerk.: Newton: Breve storia del grande Napoli (1995). ISBN 88-7983-914-4
- Gianfranco Coppola.szerk.: Gremese Editore: Napoli (1998). ISBN 88-7742-291-2
- Francesco Caremani.szerk.: Sagep: Napoli 2000 - l'album azzurro dalle origini a oggi (2000). ISBN 88-7058-799-1
- Antonio Del Piano.szerk.: Editoriale Diemme: Napoli 7 anni nella storia (2001). ISBN 88-89370-01-7
- Giuseppe Pacileo, Pietro Gargano.szerk.: Il Mattino: 80 anni di passione - La storia del Napoli dal 1926 al 2006 (2006)
- Mimmo Carratelli.szerk.: Gianni Marchesini Editore: La grande storia del Napoli (2007). ISBN 88-88225-14-5
- Giuliano Pavone, Giuseppe Caporaso.szerk.: Edizioni Graf: Na sera 'e maggio (2007). ISBN 88-8943-312-6
- Piergiorgio Renna.szerk.: Multimedia: Il football a Napoli (2008)
- Gianfranco Coppola.szerk.: L'airone: La storia del Napoli (2009)
- Alessandro Lugli.szerk.: Boopen: La storia del Napoli dalla fondazione ad oggi (2009)
- Manuel Parlato.szerk.: Limina: Da Maradona a De Laurentiis. Le due ere del Napoli (2009)